# Site historique de Lyon
Le site historique de Lyon, inscrit au patrimoine mondial par l'Unesco en 1998, comprend les quartiers du Vieux Lyon, de la Presqu'île, de la colline de Fourvière,  et des pentes de la Croix-Rousse.

## Valeur universelle exceptionnelle
La valeur exceptionnelle du Bien est la conservation, dans ce périmètre d'un ensemble de constructions, tant dans l'habitat que dans les monuments, qui s'étale depuis l'antiquité romaine jusqu'au XIXème siècle. Le maintien d'une architecture ancienne a été rendu possible par le déplacement du centre de la cité au cours des siècles. Ainsi, l'architecture romaine se retrouve majoritairement sur la colline de Fourvière, puis l'architecture médiévale et renaissance au bas de celle-ci, dans le Vieux Lyon. La période moderne a vu le développement de la ville de Lyon de l'autre côté de la Saône, pour s'achever au XIXème siècle par le développement industriel des pentes de la Croix-Rousse.

## Éléments majeurs dans le périmètre Unesco

### LaSaône
- Quais de Saône
- Passerelle de l'Homme de la Roche
- Passerelle Saint-Vincent
- Pont de la Feuillée
- Pont Maréchal-Juin
- Passerelle du Palais-de-Justice
- Pont Bonaparte
- Passerelle Saint Georges

### Vieux Lyon
- Cathédrale Saint-Jean-Baptiste et vestiges archéologiques
- Palais Saint-Jean
- Traboules, Tour rose, Galerie Philibert de L’Orme
- Palais de justice
- Maison Gadagne
- Maison du Chamarier
- Temple du Change
- Eglise Saint-Georges
- Eglise Saint-Paul
- Gare Saint-Paul

### Presqu'île
- Fresque des lyonnais
- Place des Terreaux et la fontaine Bartholdi
- Hôtel de ville
- Opéra national de Lyon
- Palais Saint-Pierre
- Eglise Saint-Nizier
- Chapelle de la Trinité
- Hôtel de la Couronne
- Siège du Crédit Lyonnais
- Palais de la bourse de Lyon
- Basilique Saint-Bonaventure
- Rue et place de la République
- Passage de l'Argue
- Place des Jacobins
- Théâtre des Célestins
- Hôtel-Dieu et sa chapelle
- Place Bellecour
- Clocher de Hôpital de la Charité de Lyon
- Hôtel de Villeroy et hôtel de Lacroix-Laval
- Basilique-Abbaye Saint-Martin d'Ainay
- Place Ampère

### Fourvière
- Théâtre antique et Odéon
- Thermes antiques
- Aqueduc du Gier
- Basilique Saint-Just des Macchabées
- Basilique Notre-Dame de Fourvière
- Parc des Hauteurs et Jardin du rosaire
- Tour métallique

### Croix-Rousse
- Condition des soies
- Amphithéâtre des Trois Gaules
- Cour des Voraces
- Le Gros Caillou
- Église Saint-Bruno-les-Chartreux de Lyon
- Fort Saint-Jean